# Phobocampe luctuosa
Phobocampe luctuosa är en stekelart som beskrevs av Otto Schmiedeknecht 1909. Phobocampe luctuosa ingår i släktet Phobocampe och familjen brokparasitsteklar. Inga underarter finns listade i Catalogue of Life.